# Märkische Fußballmeisterschaft 1901/02

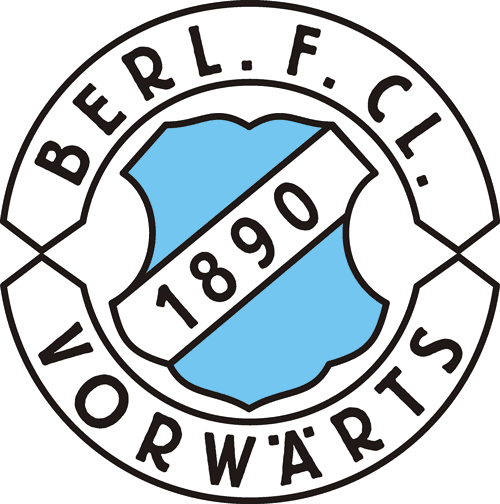
Vorwärts 90 Berlin – Märkischer Fußballmeister Serie II 1902

Die märkische Fußballmeisterschaft 1901/02 war die erste unter dem Märkischen Fußball-Bund (MFB), in dieser Saison noch unter dem Namen Freie Berliner Fußballvereinigung ausgetragene, märkische Fußballmeisterschaft. Es wurden insgesamt drei Wettbewerbe ausgespielt, die Serie I und II der Diplomspiele und ein als Pokal ausgetragenes Mützenturnier. Eine gesamtdeutsche Fußballmeisterschaft gab es in dieser Saison noch nicht.

## Diplomspiele
Vom Obmann des neuen Verbands, Richard Schröder, wurden Diplomspiele ausgeschrieben.

### Serie I
Die Serie I wurde im Herbst/Winter 1901 ausgespielt, es beteiligten sich acht Mannschaften. Folgender Tabellenstand ist überliefert:
| Pl. | Verein                  | Sp. | S | U | N | Tore    | Diff. | Punkte |
| --- | ----------------------- | --- | - | - | - | ------- | ----- | ------ |
| 1.  | BTuFC Rapide 1893       | 9   | 9 | 0 | 0 | 009:100 | +8    | 18:0   |
| 2.  | BFC Norden-West 1898    | 9   | 8 | 0 | 1 | 019:120 | +7    | 16:20  |
| 3.  | SC Germania Moabit 1888 | 9   | 6 | 0 | 3 | 007:400 | +3    | 12:60  |
| 4.  | BFC des Nordens 1898    | 9   | 6 | 0 | 3 | 020:110 | +9    | 12:60  |
| 5.  | BSC Minerva 1893        | 9   | 5 | 0 | 4 | 023:400 | +19   | 10:80  |
| 6.  | SC Corso 1899           | 9   | 2 | 0 | 7 | 008:800 | ±0    | 04:14  |
| 7.  | SC Corso 1899 II        | 9   | 0 | 0 | 9 | 006:120 | −6    | 0:18   |
| 8.  | SC Union Rixdorf 1900   | 9   | 0 | 0 | 9 | 001:420 | −41   | 0:18   |

Die Mannschaften SC Corso 1899 II und SC Union Rixdorf 1900 sind im Laufe der Serie zurückgetreten.

### Serie II
Die Serie II fand im Sommer 1902 statt, es beteiligten sich 14 Mannschaften. Folgender Tabellenstand ist überliefert:
| Pl. | Verein                             | Sp. | S  | U | N  | Tore    | Diff. | Punkte |
| --- | ---------------------------------- | --- | -- | - | -- | ------- | ----- | ------ |
| 1.  | BFC Vorwärts 1890                  | 13  | 12 | 0 | 1  | 040:120 | +28   | 24:20  |
| 2.  | SC Viktoria Cottbus                | 13  | 12 | 0 | 1  | 016:700 | +9    | 24:20  |
| 3.  | BFC Neuhellas 1899                 | 13  | 10 | 1 | 2  | 037:900 | +28   | 21:50  |
| 4.  | BFC des Nordens 1898               | 13  | 8  | 0 | 5  | 044:250 | +19   | 16:10  |
| 5.  | Weißenseer FC                      | 13  | 7  | 1 | 5  | 040:230 | +17   | 15:11  |
| 6.  | Berliner FC vom Jahre 1893         | 13  | 7  | 1 | 5  | 020:110 | +9    | 15:11  |
| 7.  | FC Askania Forst                   | 13  | 6  | 1 | 6  | 035:230 | +12   | 13:13  |
| 8.  | Charlottenburger FC Union Halensee | 13  | 5  | 0 | 8  | 025:280 | −3    | 10:16  |
| 9.  | SC Viktoria Nauen                  | 13  | 5  | 0 | 8  | 011:240 | −13   | 10:16  |
| 10. | Rixdorfer FC Belle-Alliance        | 13  | 4  | 1 | 8  | 003:100 | −7    | 09:17  |
| 11. | BSC Wacker 1900                    | 13  | 4  | 1 | 8  | 018:130 | +5    | 09:17  |
| 12. | BFC Norden-West 1898               | 13  | 4  | 0 | 9  | 010:290 | −19   | 08:18  |
| 13. | BTuFC Alemannia 1890               | 13  | 3  | 0 | 10 | 016:900 | +7    | 06:20  |
| 14. | BFC Hertha 1892                    | 13  | 1  | 0 | 12 | 003:105 | −102  | 02:24  |

Die Mannschaften Rixdorfer FC Belle-Alliance, BSC Wacker 1900, BTuFC Alemannia 1890 und BFC Hertha 1892 sind im Laufe der Serie zurückgetreten. Der VBB verbot seinen Mitgliedern (Alemannia und Hertha) die weitere Teilnahme, Wacker trat freiwillig zurück (Verbandswechsel).
Besondere Wertung: Für Berliner Vereine gab es in Cottbus acht Punkte für einen Sieg oder vier für ein Unentschieden und in Nauen vier Punkte für einen Sieg oder zwei für ein Unentschieden. Für Cottbus gab es in Nauen zehn Punkte für einen Sieg oder fünf für ein Unentschieden. Für Nauen gab es in Cottbus zehn Punkte für einen Sieg oder fünf für ein Unentschieden. Bei allen anderen Spielen gab es zwei Punkte für einen Sieg oder einen Punkt für ein Unentschieden. Dadurch kommen die beiden Erstplatzierten auf je 32 Punkte.

#### Spiel um Platz 1
Das Spiel fand am 18. September 1902 statt.
|                   | Ergebnis |                     |
| ----------------- | -------- | ------------------- |
| BFC Vorwärts 1890 | 2:1      | SC Viktoria Cottbus |

## Mützenturnier
Das Turnier fand im Frühjahr 1902 statt, es beteiligten sich 12 Mannschaften. Nach dem Spiel bekommt der, nach Ansicht des Schiedsrichters, beste Spieler jeder Mannschaft eine Ehrenmütze. Der Gewinner des Turniers bekommt 11 Ehrenmützen.

### 1. Runde
|                            | Ergebnis |                                    | Mützen                  |
| -------------------------- | -------- | ---------------------------------- | ----------------------- |
| BFC Norden-West 1898       | 3:2      | BFC Vorwärts 1890                  | Dittmann/Manzel         |
| BFC des Nordens 1898       | 2:1      | Schöneberger FC Borussia 1898      | Paul Rohde/Hirschfelder |
| BFC Neuhellas 1899         | 11:00    | Charlottenburger FC Union Halensee | Bliersbach/Ulrich       |
| BTuFC Rapide 1893          | 3:2      | SC Germania Moabit 1888            | Köckeritz/Mansteiner    |
| Berliner FC vom Jahre 1893 | 4:0      | Weißenseer FC                      | Zurmühlen/Manstein      |
| BFC Hertha 1892            | 3:2      | Union Weißensee                    | Rollfinke/unbekannt     |

### 2. Runde
|                      | Ergebnis |                            | Mützen          |
| -------------------- | -------- | -------------------------- | --------------- |
| BFC Norden-West 1898 | 1 3:1 1  | BFC des Nordens 1898       | Waschinski/Genz |
| BFC des Nordens 1898 | 2 8:1 2  | BFC Norden-West 1898       | unbekannt       |
| BFC Neuhellas 1899   | 8:2      | Berliner FC vom Jahre 1893 | Lehmann/Bungert |
| BFC Hertha 1892      | 3        | BTuFC Rapide 1893          |                 |

### Halbfinale
|                    | Ergebnis |                      | Mützen        |
| ------------------ | -------- | -------------------- | ------------- |
| BFC Hertha 1892    | 6:0      | BTuFC Rapide 1893    | Lorenz/Karp   |
| BFC Neuhellas 1899 | 4:3      | BFC des Nordens 1898 | Bote/Buchmann |

### Finale
Das Spiel fand am 11. Mai 1902 statt.
|                 | Ergebnis |                    |
| --------------- | -------- | ------------------ |
| BFC Hertha 1892 | 5:3      | BFC Neuhellas 1899 |

## Auswahlspiel
Berliner Fußball-Vereinigung – Slavia Prag 1:8